# Викстрём, Сесилия
Сесилия Карин Мария Викстрём, бывш. Сундстрём, урожд. Нодбьорк (швед. Cecilia Karin Maria Wikström; 17 октября 1965, Эвертурнео, Норрботтен, Швеция) — шведский государственный и политический деятель, член шведской Либеральной партии, писатель и бывший священник шведской церкви.

## Биография

### Ранние годы и личная жизнь
Сесилия Викстрём изучала теологию в Упсальском университете, где она обучалась теологии, и который закончила в 1993 году. Она была рукоположена в священники в 1994 году и до 2002 года служила священником в шведской церкви. С 1989 года она была замужем за священником Бьорном Болиным, а с 1995 по 2010 год — за политиком и губернатором Яном-Эриком Викстромом.

### Риксдаг
Викстрём была депутатом шведского парламента, избранным от округа Уппсала, с 2002 и до 2009 года, когда она стала европейским парламентарием. На выборах 2006 года она была второй в списке кандидатов Либеральной партии для своего избирательного округа, но получила больше голосов, чем находившийся на первом месте Эрик Улленхаг, и поэтому была переизбрана. После выборов она стала заместителем председателя парламентского комитета по культуре. В октябре 2008 года она стала заместителем в комитете по иностранным делам. Викстрём также занималась вопросами свободы слова как в Швеции, так и в других странах и работала над тем, чтобы преследуемые писатели получали стипендию для беженцев в Швеции, например, о Таслиме Насрин, которая приехала в Упсалу весной 2008 года в качестве беженца. Викстрём была членом группы, которая инициировала протест шведского парламента против бездействия по отношению к итальянскому писателю Роберто Савиано, которому угрожают преступные синдикаты, и он больше не может жить в своей стране.

### Европарламент
Викстрём баллотировалась на выборах в Европейский парламент 7 июня 2009 года. Она была на третьем месте в списке кандидатов от Народной партии либералов и была избрана, после чего она оставила свой мандат в Риксдаге 14 июля 2009 года. Викстрём является членом Альянса либералов и демократов за Европу (ALDE).
В Европейском парламенте Викстрём в 2009—2014 гг. была членом Комитета по правам человека и правам (LIBE) и в Судебном комитете (JURI), где она была лидером Либеральной партии. В 2012 году Сесилия Викстрём была избрана в Консультативный комитет по этике Европейского парламента, группу из пяти ведущих парламентариев, которые служат советниками других коллег по этическим вопросам. Викстрём также была заместителем председателя межполитической группы парламента по делам инвалидов.
Весной 2013 года Сесилия Викстрём была назначена представлять Либеральную группу в составе делегации, которая будет вести переговоры по новому соглашению между Европейским парламентом и другими институтами о том, как парламент должен иметь доступ к документам с секретной печатью, связанным с общей внешней политикой и политикой безопасности. Она также была членом делегации в комитетах парламентского сотрудничества ЕС — Казахстан, ЕС — Кыргызстан и ЕС — Узбекистан, а также в отношениях с Таджикистаном, Туркменистаном и Монголией. Она была переизбрана на выборах в Европейский парламент в 2014 году и была председателем Комитета по петициям (PETI).
В течение срока 2014—2019 гг. Викстрём была членом Комитета по правам человека и свободам (LIBE), председателем Комитета по петициям (PETI) и с января 2017 года председателем Конференции председателя Комитета. Викстрём была отмечена Маркусом Оскарссоном, в качестве самой влиятельной женщиной в Европейском парламенте.
В феврале 2019 года Викстрём была названа главным кандидатом партии на выборах в Европейский парламент. Однако после общественной дискуссии 9 марта партийный совет решил убрать из списка.
С 2020 года Сесилия Викстрём является председателем совета Европейского института государственного управления.

### Писательская деятельность
В 2004 году она опубликовала книгу «Когда жизнь сломана», книгу о кризисном управлении. Книга была выбрана как лучшая книга года в категории лидерства журналом Personal &amp; Leadership. В ноябре 2005 года Викстрём перенесла инсульт, который привел к тому, что она ослепла на один глаз. Ее вторая книга «В знак доверия» была опубликована в 2006 году и посвящена, среди прочего, её периоду болезни. Весной 2006 года в Уппсальском городском театре была создана пьеса по мотивам этой книги. В 2008 году она стала соавтором текста книги «Почему государственная служба?» (Тимбро 2008).